# シチニャーノ・デッリ・アルブルニ
シチニャーノ・デッリ・アルブルニ（伊: Sicignano degli Alburni）は、イタリア共和国カンパニア州サレルノ県にある、人口約3,400人の基礎自治体（コムーネ）。

## 地理

### 位置・広がり

#### 隣接コムーネ
隣接するコムーネは以下の通り。
- アウレッタ
- ブッチーノ
- カステルチーヴィタ
- コントゥルシ・テルメ
- オッターティ
- パロモンテ
- ペティーナ
- ポスティリオーネ

## 行政

### 分離集落
シチニャーノ・デッリ・アルブルニには、以下の分離集落（フラツィオーネ）がある。
- Castelluccio Cosentino, Galdo degli Alburni, Scorzo, Terranova, Zuppino